# Lucius Papirius Cursor
Lucius Papirius Cursor római patrícius államférfi és hadvezér, ötször consul és kétszer dictator.

## Élete
Melléknevét, a Cursort (jelentése futó) erős és kitartó fizikumáról kapta, állítólag naponta 50 római mérföldet (kb. 75 km) volt képes gyalogolni. Titus Livius így írt róla A város története c. művében:
"Kétségtelen, hogy nem volt olyan hadi dicsőség, amelyre ez a férfi rá ne szolgált volna, annyira kitűnt nemcsak szellemi képességeivel, de testi erejével is. Különösen lábai voltak rendkívül gyorsak, ennek köszönhette melléknevét is. Úgy mondják - erős lábai vagy a sok gyakorlás következtében - valamennyi kortársát legyőzte futásban, s borból és ételből mindenkinél többet tudott elfogyasztani. S éppen, mert a végtelenségig bírta a testi megerőltetést, nem volt, akinek a parancsnoksága alatt nehezebb lett volna gyalogos- vagy lovasként szolgálni." Bár sikeres hadvezér volt, katonái nem szerették, mert túlságosan sokat követelt tőlük. "Egyszer, mikor a lovasok felbátorodva megkérték, hogy derekas viselkedésükért könnyítsen valamit a szolgálaton, azt válaszolta: Nehogy azt mondjátok, nem engedek el nektek semmit, nos, nem kell megveregetni lovatok hátát, ha leszálltatok róla!". Szintén Livius írta, hogy egy alkalommal, amikor egy praetor nem elég gyorsan vezette csapatait a harcba a tartalékból, előhozatta a lictorral a bárdot és amikor a praetor mát a halálra készült, így parancsolt: "Indulj, lictor, vágd ki azt a gyökeret, amely a járás-kelésben akadályozza őket." A praetort ezután elengedte, de pénzbüntetést szabott ki rá.
I. e. 325-ben a második szamnita háborúban dictatorrá nevezték ki. A lovassági főparancsnoka Quintus Fabius Maximus Rullianus volt, akit - miután az parancsa ellenére támadta meg az ellenséget - Papirius győzelme ellenére halálra ítélt. Rullianus életét csak apja, a szenátus és a nép könyörgése mentette meg.
I. e. 321-ben a szamniszok a caudiumi szorosban csapdába csalták a római hadsereget és nekik kedvező békét kényszerítettek ki, amelynek 600 túszul ejtett római lovag szolgált biztosítékául. Papirius Cursor volt az, aki kiköszörülte a római fegyvereken esett csorbát. Elfoglalta Luceria városát, ahol a túszokat őrizték, visszaszerezte az elveszett hadijelvényeket és a meghódolás jeleként 7000 ellenséges harcost áthajtott az iga alatt.
I. e. 309-ben a szamniszok felkelése idején másodszor is dictatorrá választották és Longulánál döntő győzelmet aratott, amiért Rómában diadalmenetet tarthatott.
A szamniszok végleges meghódoltatását az ugyanilyen nevű fia végezte el i. e. 272-ben. Ő volt az aki a Quirinalis egyik templomában felállította az első római napórát.
Lucio Papirio vagy Lucio Papirio dittatore néven több barokk kori olasz opera szereplője.

## Fordítás
- Ez a szócikk részben vagy egészben  a   Lucius Papirius Cursor című angol Wikipédia-szócikk ezen változatának fordításán alapul.  Az eredeti cikk szerkesztőit annak laptörténete sorolja fel. Ez a jelzés csupán a megfogalmazás eredetét és a szerzői jogokat jelzi, nem szolgál a cikkben szereplő információk forrásmegjelöléseként.

1. ↑  Digital Prosopography of the Roman Republic (angol nyelven). (Hozzáférés: 2021. június 29.)